# Quận Terry, Texas
Quận Terry (tiếng Anh:Terry County) là một quận trong tiểu bang Texas, Hoa Kỳ. Quận lỵ đóng ở thành phố Brownfield6. Theo kết quả điều tra dân số năm  2000 của Cục điều tra dân số Hoa Kỳ, quận có dân số 12.761 người.

## Địa lý
Theo Cục điều tra dân số Hoa Kỳ, quận có tổng diện tích 891 dặm vuông (2.308 km ²), trong đó, 890 dặm vuông (2.305 km ²) là đất và dặm 1 vuông (3 km ²) của nó (0,12%) là diện tích mặt nước.

## Thông tin nhân khẩu
Theo điều tra dân số 2 năm 2000, đã có dân số 12.761 người, 4.278 hộ, và 3.247 gia đình sống trong quận. Mật độ dân số là 14 người cho mỗi dặm vuông (6/km ²). Có 5.087 đơn vị nhà ở với mật độ trung bình là 6 mỗi dặm vuông (2/km ²). Cơ cấu chủng tộc của quận là 76,55% người da trắng, 5,00% da đen hay Mỹ gốc Phi, 0,53% người Mỹ bản xứ, 0,22% người châu Á, 0,02% người đảo Thái Bình Dương, 14,28% từ các chủng tộc khác, và 3,40% từ hai hoặc nhiều chủng tộc. 44,09% dân số là người Hispanic hay Latino thuộc chủng tộc nào.
Có 4.278 hộ, trong đó 35,80% có trẻ em dưới 18 tuổi sống chung với họ, 59,70% là các cặp vợ chồng sống với nhau, 11,90% có chủ hộ là nữ không có mặt chồng, và 24,10% là không lập gia đình. 22,10% của tất cả các hộ gia đình đã được tạo thành từ các cá nhân và 12,30% có người sống một mình 65 tuổi trở lên đã được người. Bình quân mỗi hộ là 2,76 và cỡ gia đình trung bình là 3,23.
Trong quận, tuổi dân số là 28,40% ở độ tuổi dưới 18, 9,50% 18-24, 27,00% 25-44, 20,60% 45-64, và 14,60% người 65 tuổi hoặc cũ. Tuổi trung bình là 35 năm. Cứ mỗi 100 nữ có 108,00 nam giới. Cứ mỗi 100 nữ 18 tuổi trở lên, đã có 109,50 nam giới.
Thu nhập trung bình cho một hộ gia đình trong quận là 28.090 USD, và thu nhập trung bình cho một gia đình là $ 33.339. Nam giới có thu nhập trung bình $ 24.321 so với 20.131 $ cho phái nữ. Thu nhập trên đầu cho các quận được $ 13.860. Giới 19,20% gia đình và 23,30% dân số sống dưới mức nghèo khổ, trong đó có 32,50% những người dưới 18 tuổi và 13,90% có độ tuổi từ 65 trở lên.